# Banque Gouin
La Banque Goüin est une ancienne banque française, fondée à Tours en 1714. Elle fusionne en 1958 avec le Crédit industriel de l'Ouest.

## Histoire
La Banque Goüin est fondée en 1714 à Tours par Henri-François Goüin (1686-1748), un négociant tourangeau.
À la mort de son père, Henri Pierre Goüin (1732-1782) reprend les affaires de la banque ; par la suite, ses deux fils, Henry-Jacques (1758-1823) et Alexandre-Pierre-François (1760-1832) reprennent la maison sous le nom de Banque Goüin frères. Leurs fils ainés respectifs, Henri (1782-1861) et Alexandre (1792-1972), leur succédèrent, et ainsi de suite (dont Eugène, le fils d'Alexandre).

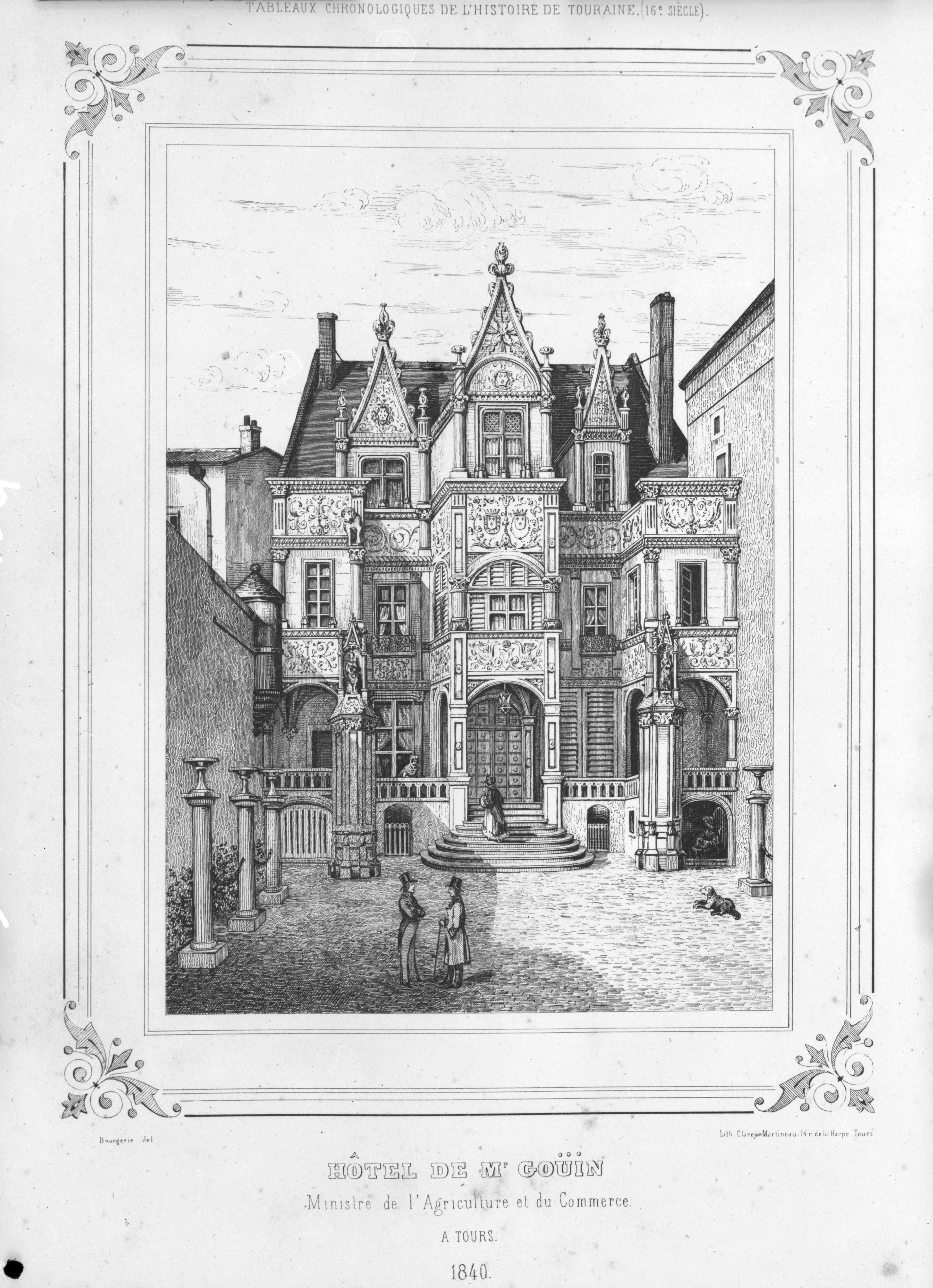
L'hôtel Goüin à Tours héberge un temps la banque familiale.

La Banque Goüin était une banque locale, mais privilégiée par les liens avec les banquiers parisiens. Sa clientèle se répartissait entre la région de Tours, Paris et l'Angleterre ; elle est principalement composée de l'aristocratie locale, de grands propriétaires terriens et de banquiers et industriels.
En 1832, Henri et Alexandre Goüin, avec plusieurs autres membres de leur famille, font partie des premiers associés-fondateurs de la Caisse d'épargne et de prévoyance de Tours. Alexandre Goüin est en particulier chargé d'obtenir auprès du gouvernement l'ordonnance royale de constitution de Caisse d'épargne et de prévoyance. Il y assure le premier les fonctions de directeur de 1833 à 1834, alors que son cousin Henri Goüin en est le premier président, de 1833 à 1857,. Albert Goüin la présidera à son tours entre 1899 et 1904. Eugène Goüin est à l'initiative de la construction de l'hôtel de la Caisse d'épargne de Tours par l'architecte Jean-Charles Jacquemin-Belisle en 1866. 
La crise financière de 1847-1848 engendre des difficultés de trésorerie et entraîne l'émission de bons. Dès 1845, l'escompte constituait l'une des grandes activités de la banque Goüin, lui permettant ainsi de retrouver rapidement la voie de la prospérité.
Elle participe à l'activité économique de sa région et contribua à son développement. Au point de vue local, elle contrôlait la papeterie de La Haye-Descartes, finançait la Colonie pénitentiaire de Mettray (dont elle était la banque), était actionnaire entre autres des Magasins généraux de Tours, de la Société Viollet et Cie de Tours, de la fabrique de Langeais, de la Société Delaunay, de la Société des usines de Portillon, de la Maison Mame et fils, de la Société des procédés l'Hermite, etc.
Les deux fils cadets d'Henry-Jacques, Édouard (1787-1864) et Jules (1789-1868), fondent un établissement à Nantes. Ils s'associent avec Louis-François de Tollenare et appuient financièrement Thomas Dobrée au sein des Forges de Basse-Indre et après le décès de celui-ci, se rapprochent d'Adolphe Lebaudy qui en devient le nouveau propriétaire en 1836. La Banque Goüin, caisse de Nantes, augmente son capital et se transforme en Banque Goüin père, fils et Cie en 1846, avec les fils d'Édouard, Édouard-Henri (1811-1889) et Stéphane (1820-1878), en remplacement de leur oncle Jules. La faillite de la succursale nantaise en 1867 constitue alors le plus grand sinistre financier qui ait jamais frappé la place de Nantes. Le passif a été évalué à environ 6 000 000. 
En association avec Adolphe Lebaudy, les frères Goüin se lancent dans le projet de fonder une banque similaire à celle qu'essaye de mettre en place Jacques Laffitte, consistant en une « grande banque pour le commerce et l’industrie ». Mais la Caisse Goüin et Lebaudy se voit refuser par la Banque de France « le droit d’émettre des billets à ordre ». Alexandre Goüin, ministre de l'Agriculture et du Commerce en 1840, finit par prendre le contrôle de la Caisse générale du commerce et de l'industrie (1840) de Laffitte après son décès, sous la raison sociale Caisse générale du commerce et de l'industrie A. Goüin et Cie.
Toujours en association avec les Lebaudy, Goüin frères prend part aux créations de la Compagnie royale des Antilles pour la fabrication du sucre (1843) et de la Filature rouennaise de lin et de chanvre (1845).
Eugène Goüin est l'un des fondateurs de la Banque de Paris (1869), puis de la Banque de Paris et des Pays-Bas (1872), dont il devient le président. La Banque Goüin est durant de longues décennies (jusqu'aux années 1950) l'un des deux plus importants actionnaires de Paribas, faisant de ses représentants les scrutateurs de l'assemblée générale des actionnaires.
En 1877, une succursale est fondée à Poitiers.
La Banque Goüin possédait des intérêts notamment dans la Compagnie du chemin de fer de Paris à Orléans, Manufacture des Glaces d'Aix-la-Chapelle, de la Calle, du port d'Algérie, de la Société de construction des Batignolles, de la Compagnie des chemins de fer Bône-Guelma, de la Compagnie du chemin de fer de la Loire, de la Caisse générale du commerce et de l'industrie, du Crédit mobilier, du Crédit foncier de France, du Crédit foncier autrichien, de la Société générale, de la Banque de Paris et des Pays-Bas, etc. 
À Tours, elle est la correspondante des banques parisiennes (Rothschild Frères notamment) et de toutes les banques locales et régionales, et a entre autres compté dans ses clients parisiens : Eugène Bertin, la CNP, François Delessert et Cie, Benoît Fould, Mallet frères et Cie, Rothschild Frères, Seillière, Schneider, Séguin, etc. 
Pour son réseau français et européen, elle s'appuie sur des correspondants bancaires. En 1884, elle en a 27 en Angleterre (Coutts & Co (en), Royal Bank of Scotland, NM Rothschild & Sons, etc), mais également en Belgique, Suisse, Afrique du Nord (dont l'Algérie), Espagne, Europe de l'Est, etc.
Elle absorbe la Banque Dutilleul (Tourangelle de Crédit) sous le nom Banque Goüin et Tourangelle de Crédit.

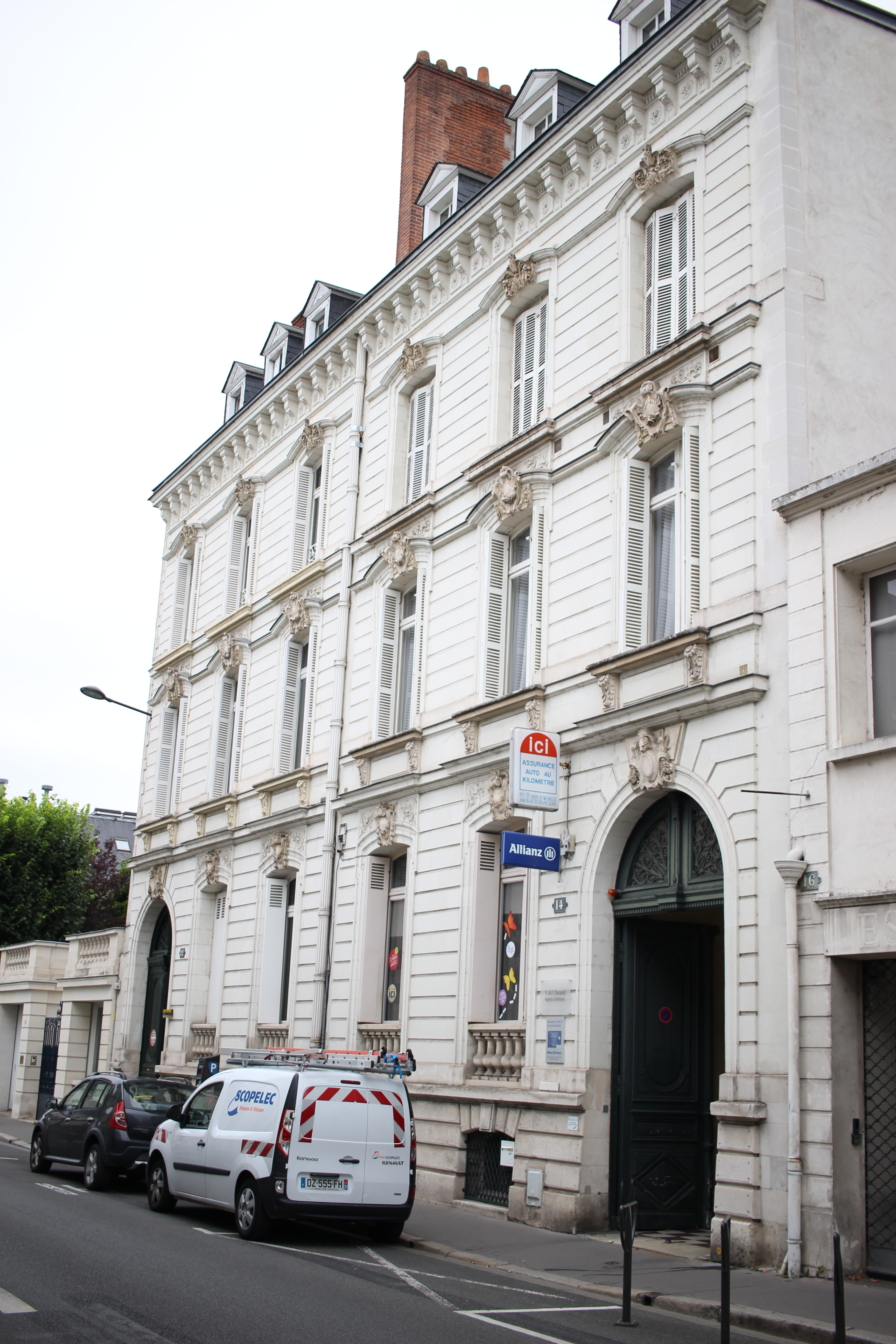
Bureaux de la rue Émile Zola, Tours.

Pendant la Seconde Guerre mondiale, la banque Goüin s'établit à Cognac, se réinstallant à Tours après la Libération. À la suite de la mort d'André Goüin en 1948, la banque passe entre les mains de son frère Émile Goüin par Albin Chalandon, dirigeant de la Banque commerciale de Paris, les gendres d'André (Jean Ariès - fils de José Ariès - et Philippe Jodot) préférant conserver leurs situations dans la haute finance parisienne. Après une période difficile pour la banque, Henri de Foucaucourt prend la cogestion de la banque avec son beau-père Émile Goüin. Foucaucourt la transforme en société anonyme et absorbe deux autres établissements financiers (dont la Société financière de Touraine). La banque transfère ses bureaux dans l'hôtel de la rue Émile Zola.
La Banque Goüin, après avoir connu un grand développement et près de deux siècles et demi d'existence sous le contrôle de la famille du fondateur, fusionne en 1958 avec le Crédit Industriel de l'Ouest (CIO) (née de la fusion l'année précédente du Crédit nantais et du Crédit de l'Ouest, devenue aujourd'hui la Banque CIC Ouest), présidé par Jacques Georges-Picot. Au moment de la fusion, le portefeuille titres de la Banque Goüin était plus important que celui du CIO.

## Direction
- Henri-François Goüin (1714-1748)
- Marie-Anne Boisseau, veuve Goüin (1748-1758) - Henry-Pierre Goüin (à partir de 1752)
- Henri-Pierre Goüin et Pierre-Bonaventure Goüin de La Boissière (d) (1758-1769)
- Henri-Pierre Goüin (1770-1782)
- Anne-Marie-Renée Leroux de Broons (d), veuve Goüin (1782-1784)
- Henri Jacques Goüin-Moisant et Alexandre-Pierre-François Goüin de La Grandière (1784-1819)
- Henri Goüin et Alexandre Goüin (1819-1843)
- Eugène Goüin et Henri-Charles Goüin (d) (1843-1854)
- Eugène Goüin (1855-)
- André Goüin (1925-1948) et Émile Goüin
- Henri de Foucaucourt (1948-)

### Galerie des chefs de la Banque Goüin

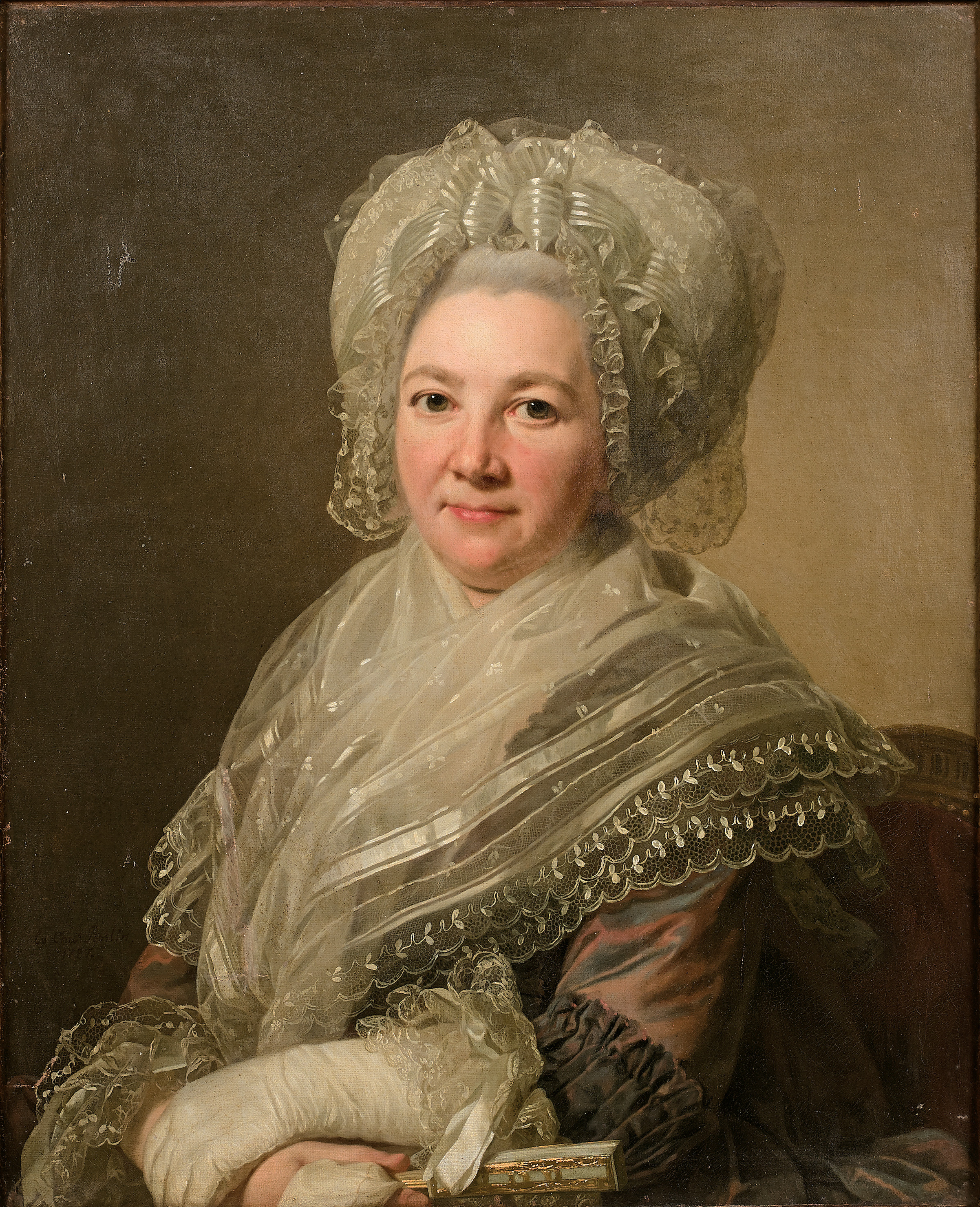
Anne Marie Renée Le Roux, veuve Goüin
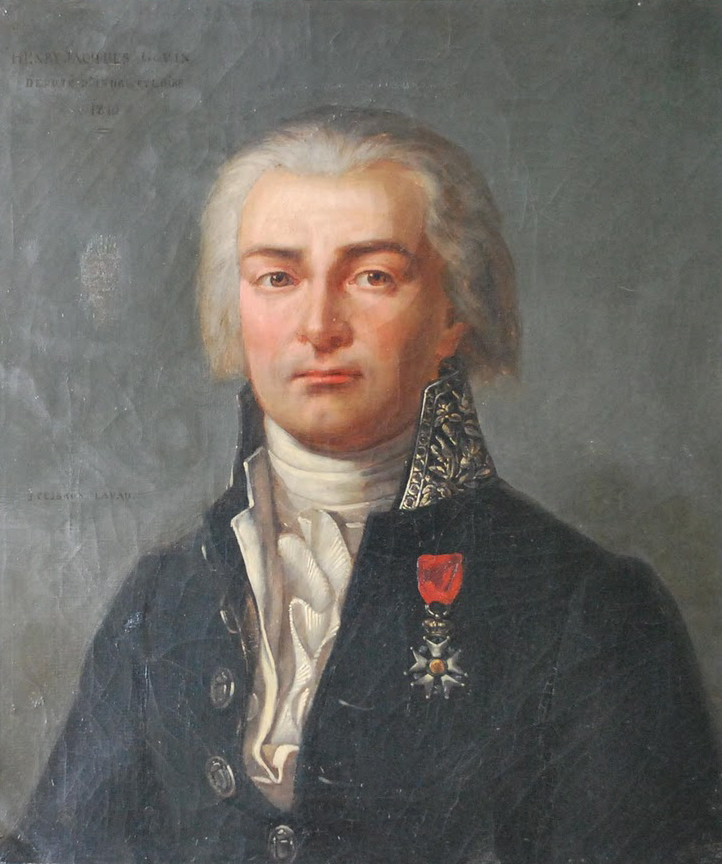
Henri Jacques Goüin-Moisant
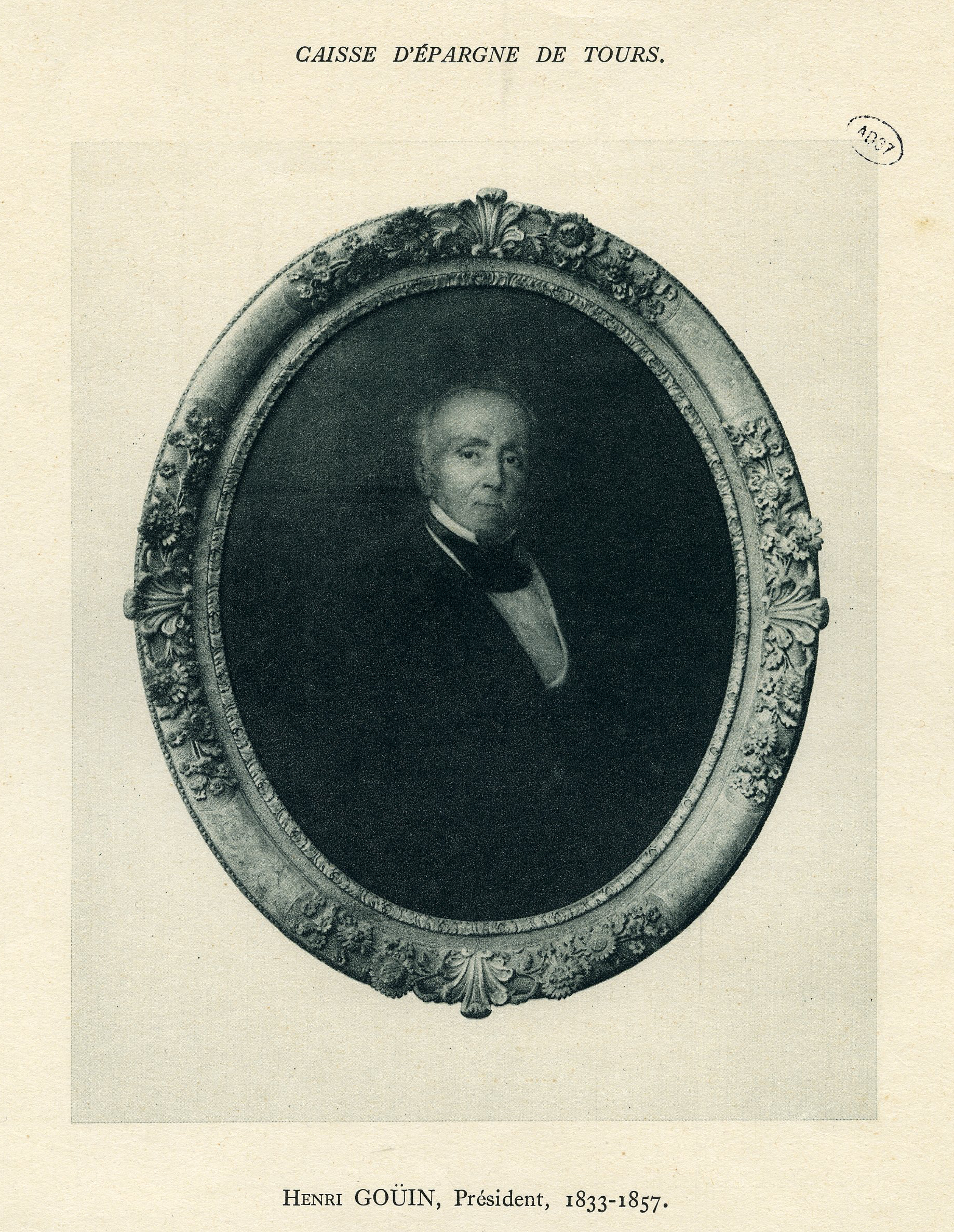
Henry Goüin
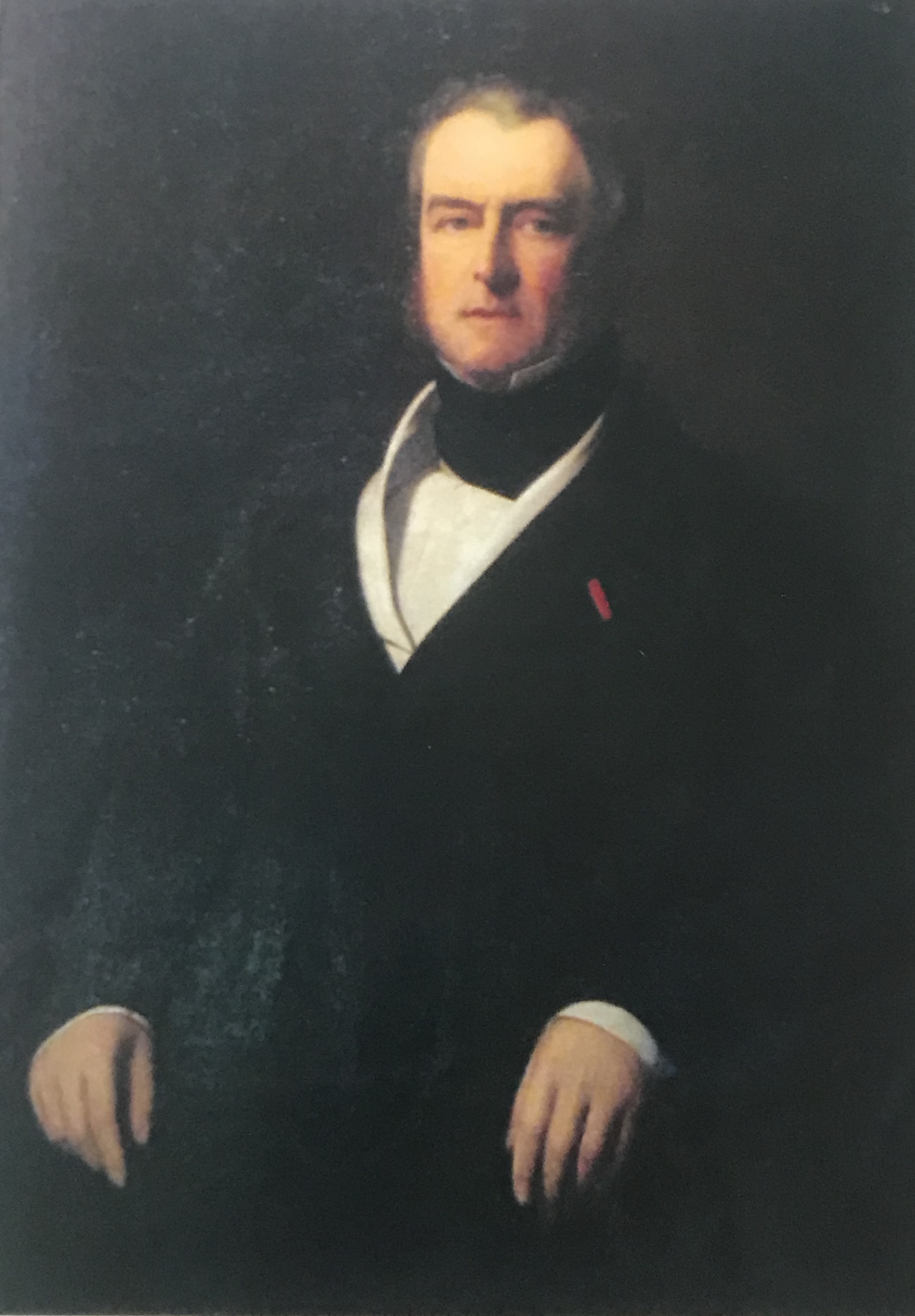
Alexandre Goüin
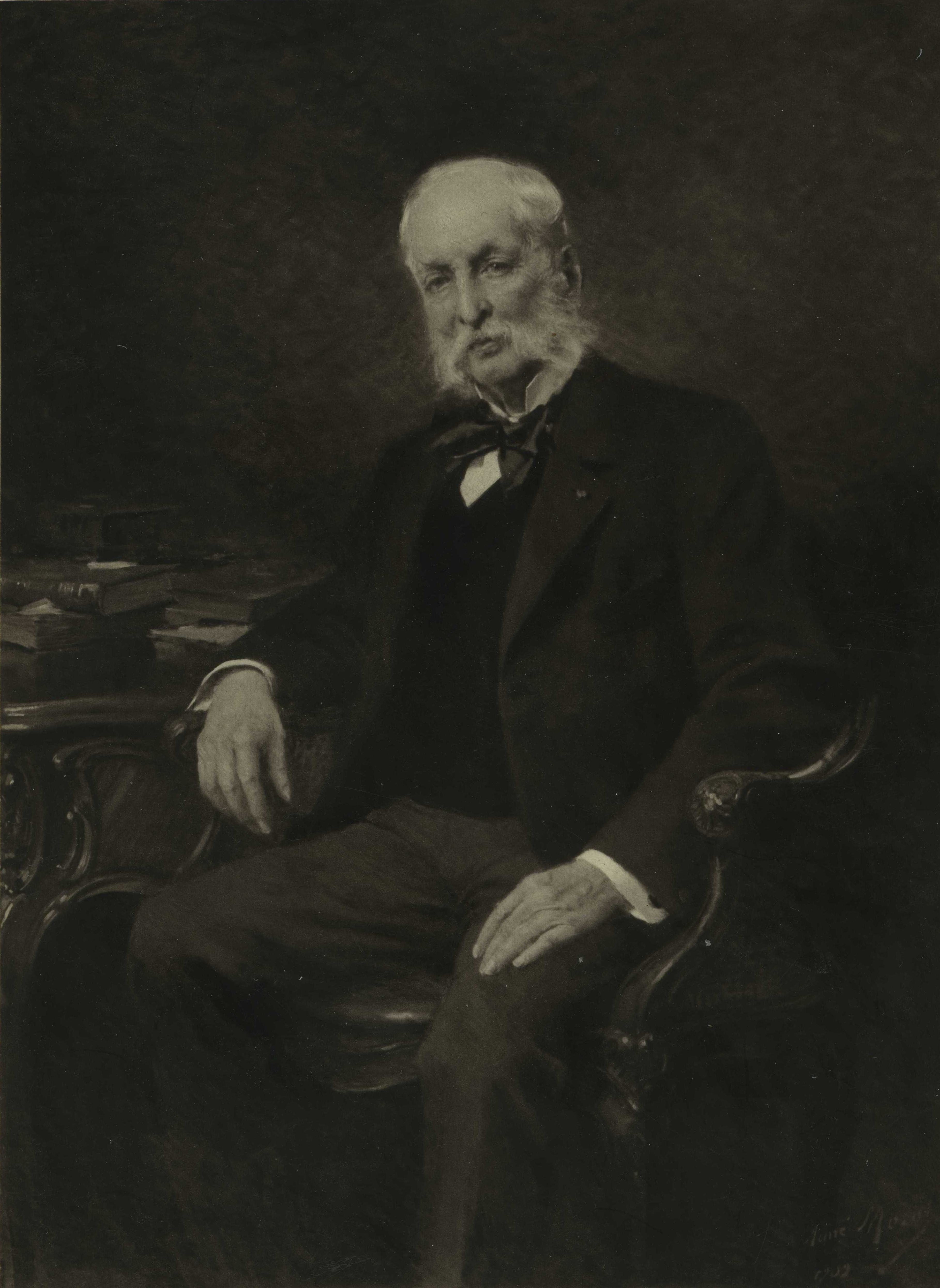
Eugène Goüin
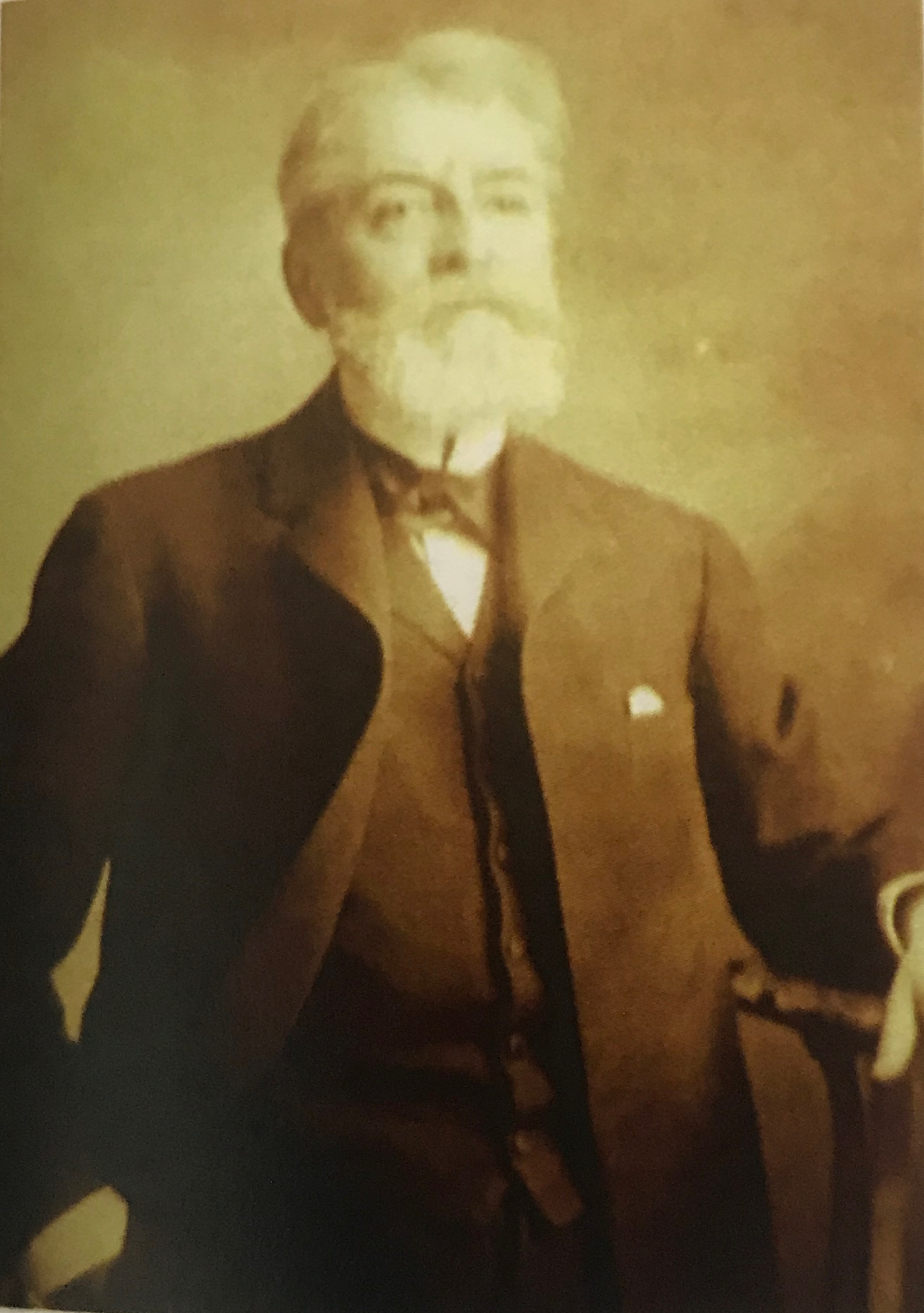
Louis Goüin
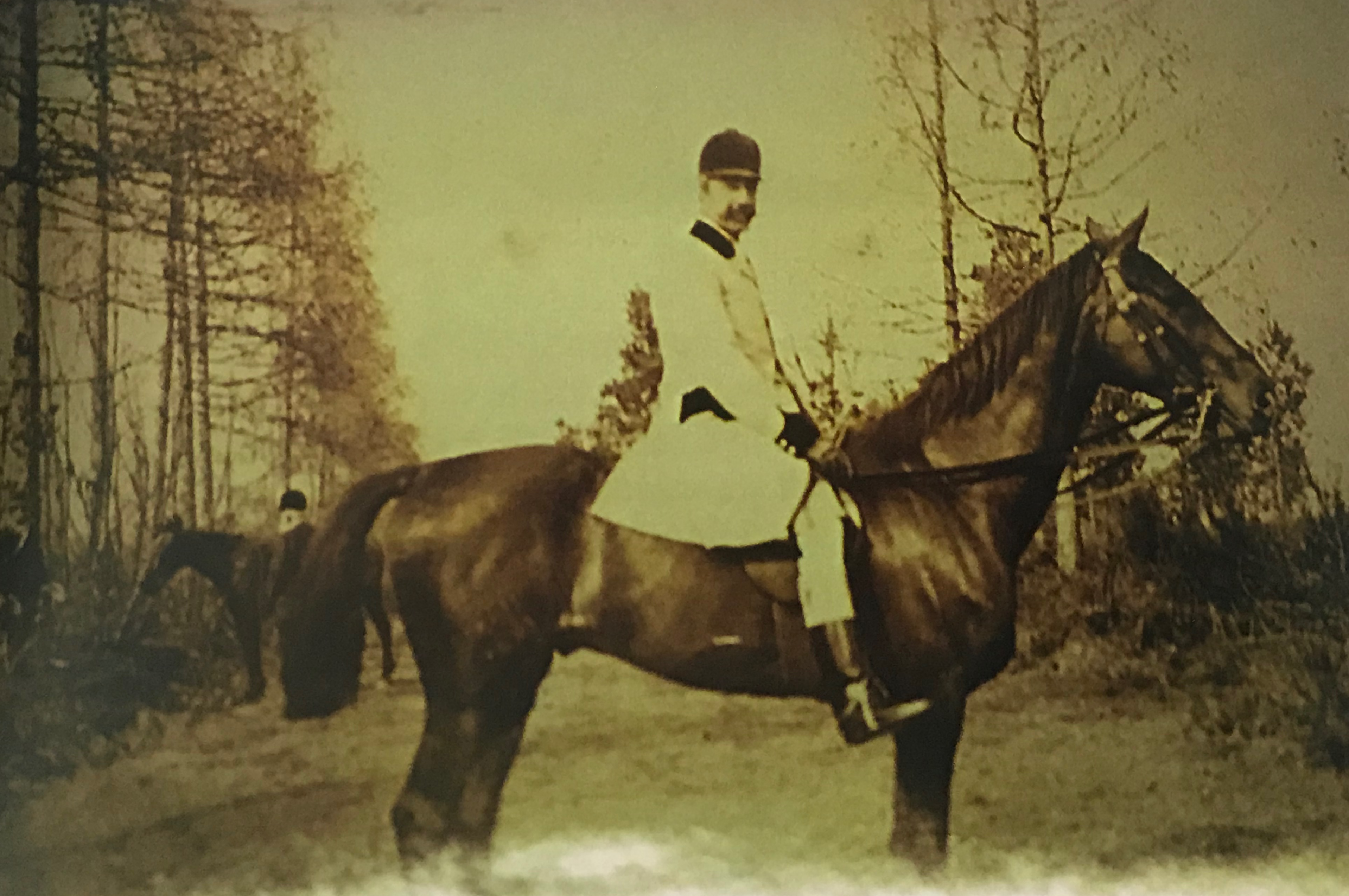
Georges Goüin
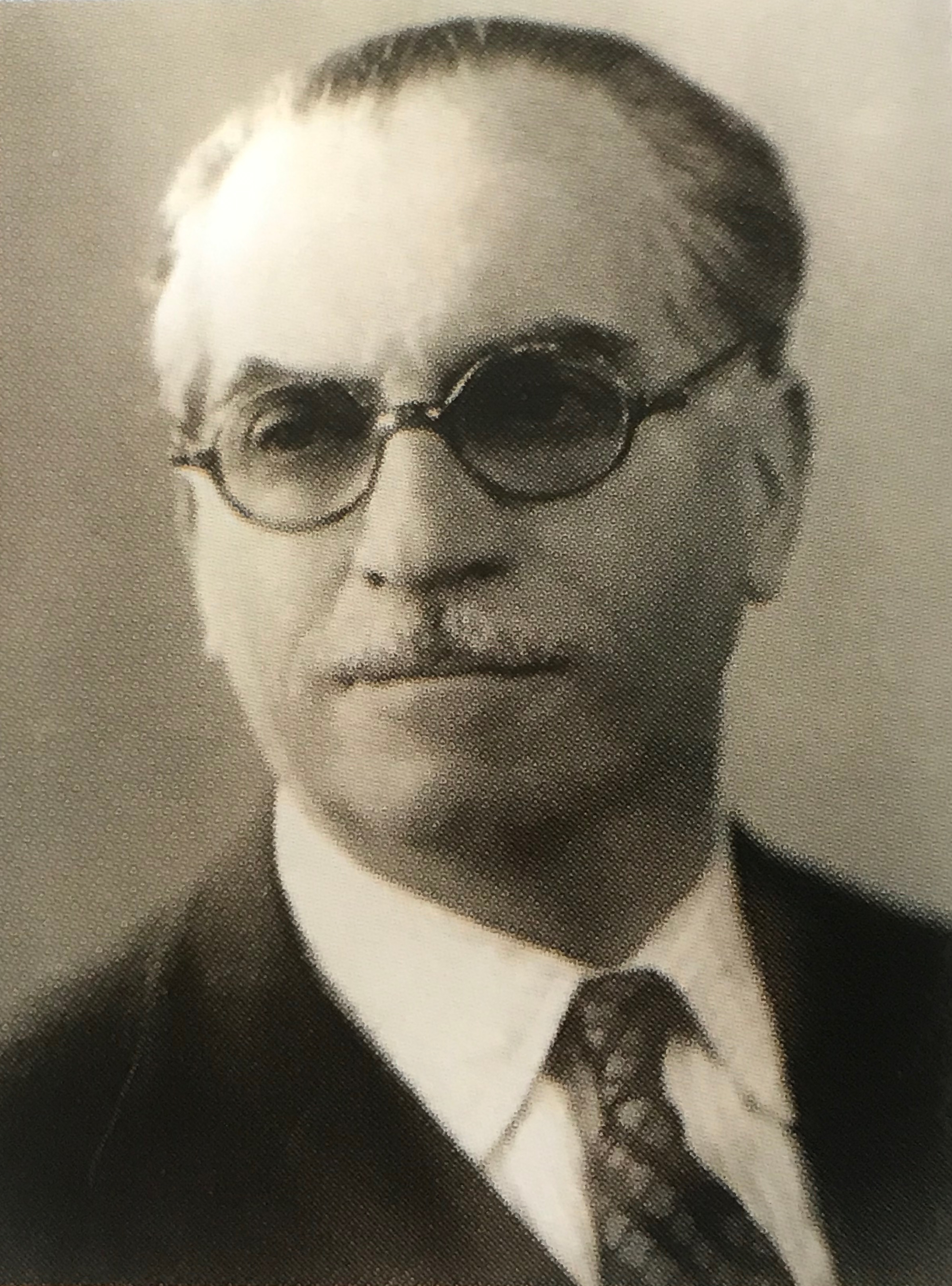
André Goüin
Émile Goüin
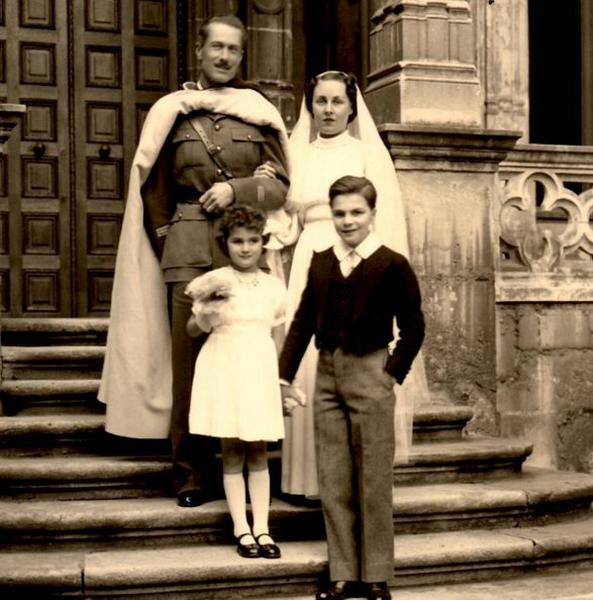
Henri de Foucaucourt

## Sources
- Françoise Raynaud : « Une banque de province au XIXe siècle, la Banque Goüin à Tours de 1845 à 1884 » - 1974
- Christophe Aubouin : « La banque Goüin frères : clientèle et fonctionnement d'un établissement de Touraine de 1884 à 1914 » - 1996
- Michel Lescure et Alain Plessis : « Banques locales et banques régionales en France au XIXe siècle » - Albin Michel, 2015
- Rang-Ri Park-Barjot : « La Société de construction des Batignolles: Des origines à la Première Guerre mondiale (1846-1914) » - Presses Paris-Sorbonne, 2005
- Anne Burnel : « Les Goüin, une dynastie d'entrepreneurs, histoire des dirigeants de la Société de Constructions des Batignolles de 1846 à 1968 » - 1996
- « La Caisse d'Epargne de Tours et la famille Goüin » - 1927
- Louis Roucheron : « Historique de la Caisse d'Épargne et de Prévoyance de la ville de Tours (1833-1933). Suivi de notices biographiques, par Louis de Grandmaison » - 1933
- Alain Jacquet, Les Goüin, une famille tourangelle de renom, Mémoires de la Société archéologique de Touraine, volume LXXII, 2015, 90 p. (ISBN 978-2-36536-048-7)
- Virginie Monnier, Jacques Laffitte: Roi des banquiers et banquier des rois, Peter Lang, 2013
- Hubert Bonin, Les banques françaises de l'entre-deux-guerres (1919-1935), Volume 1, Plage, 2000